# Olympos (mythologie)
Pour les articles homonymes, voir Olympos.

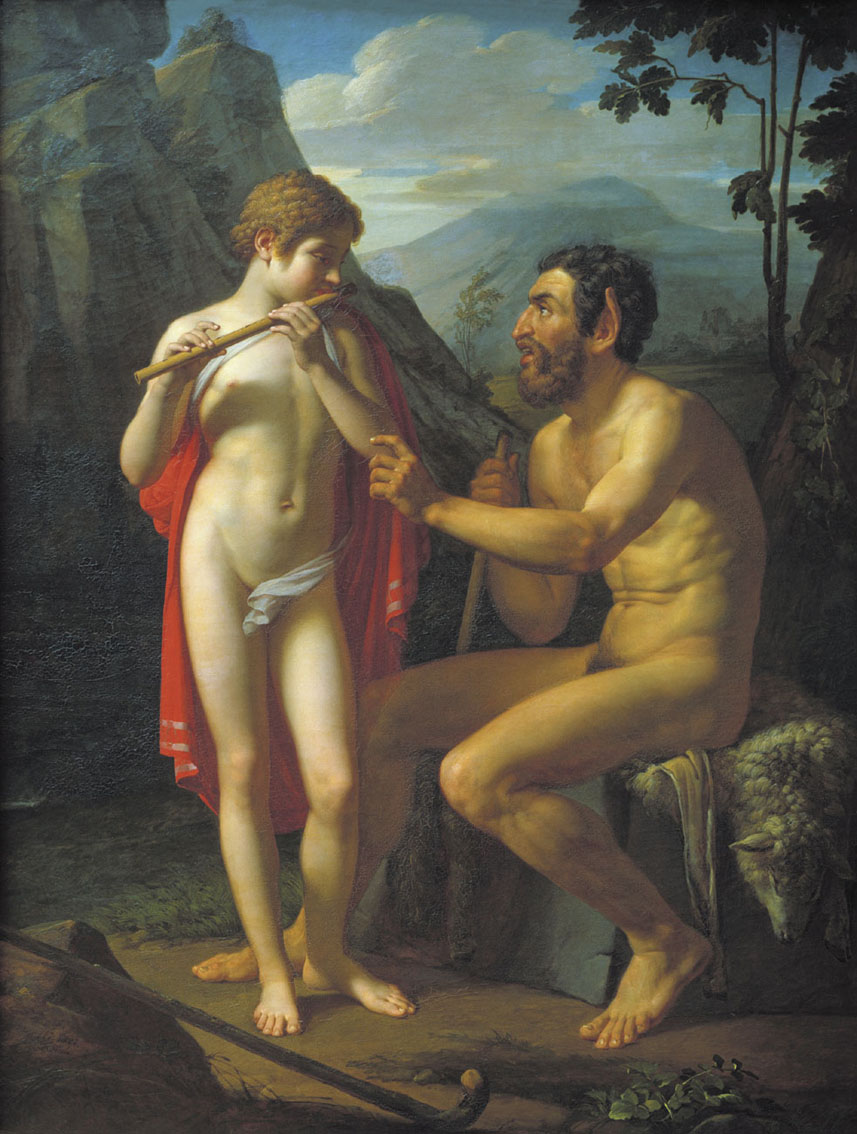
, Marsyas apprend au jeune Olympos à jouer de la flute, 1821, Musée russe.

Dans la mythologie grecque, Olympos (en grec ancien Ὄλυμπος / Ólympos) est un musicien lié au satyre Marsyas.

## Mythe
D’après le pseudo-Apollodore, il est le fils d'Héraclès et d'Euboée (II, 7, 8), père lui-même de Marsyas, conçu avec Hyagnis (I, 4, 2). Mais dans la description que Pausanias donne de la Lesché de Delphes, Olympos est représenté aux côtés de Marsyas comme « un garçon à la fleur de l'âge » apprenant à jouer de la flûte. Cette version est corroborée par Hygin, qui précise que c'est le « disciple Olympos » qui offre au satyre une sépulture après son supplice par Apollon. Dans Le Banquet de Platon, Olympos apparaît également comme disciple de Marsyas. Il passe pour l’inventeur de l'harmonie

### Dictionnaires et encyclopédies
- Pierre Grimal (préf. Charles Picard), Dictionnaire de la mythologie grecque et romaine, Paris, Presses universitaires de France, 1994, 12e éd. (1re éd. 1951), 574 p. (ISBN 2-13-044446-6), « Olympos 3 », p. 328.
- (en) Anne Weis, « Olympos I », dans Lexicon Iconographicum Mythologiae Classicae, vol. VII, Zurich, Munich et Düsseldorf, Artemis Verlag (de), 1994 (ISBN 3-7608-8751-1, lire en ligne), p. 38-45.

### Traductions d'auteurs antiques
- Émile Chambry, Émeline Marquis, Alain Billault et Dominique Goust (trad. Émile Chambry), Lucien de Samosate : Œuvres complètes, Éditions Robert Laffont, coll. « Bouquins », 2015, 1248 p. (ISBN 978-2-221-10902-1), « Harmnonidès », p. 952.
- Pierre Pellegrin (dir.), Aristote : Œuvres complètes, Éditions Flammarion, 2014, 2923 p. (ISBN 978-2-08-127316-0).

## Sources antiques
- Pseudo-Apollodore, Bibliothèque [détail des éditions] [lire en ligne] (I, 4, 2 ; II, 7, 8).
- Hygin, Fables [détail des éditions] [(la) lire en ligne] (CLXV).
- Nonnos de Panopolis, Dionysiaques [détail des éditions] [lire en ligne] (X, 233).
- Pausanias, Description de la Grèce [détail des éditions] [lire en ligne] (X, 30, 9).
- Platon, Le Banquet [détail des éditions] [lire en ligne] (ref. [215c]).